# 大森光章
大森 光章（おおもり こうしょう、1922年7月24日 - 2009年3月26日）は日本の小説家、フリーライター、禅僧（上座）。幼名は倖二。今出光章、北町陽一郎名義による作品もある。弟に歌人の大森亮三。

## 経歴
北海道虻田郡倶知安町の禅寺の生まれ。少年期から父親の伴僧として葬儀や法事に出席。旧制中学卒業後、小学校の代用教員をつとめる。函館師範学校中退。明治大学専門部文芸科中退。戦争末期に召集される。
小学校教員をつとめるかたわら、1947年に倶知安で『新芸術派』を創刊。1949年上京し、中河与一主宰の「ラマンチヤ」に参加。のち、新日本文学会に参加。
工員や印刷会社社員や大学職員として働きつつ、「文芸日本」「円卓」「層」「凱」「公園」など数々の文芸同人誌に関わる。有馬頼義主催の「石の会」にも参加。
1961年「名門」で同年上期の芥川賞候補、同年下期「王国」、1962年下期「培養」で同候補。
『週刊新潮』の「黒い報告書」の執筆や、社史や経営社の伝記などのゴーストライターなどで生活する。
2002年『シャクシャイン戦記』で北海道新聞文学賞佳作。

## 著書
- 『名門』南北社 1962
- 『超えてる若者たち ホームコア開発史』ダイヤモンド社 1972
- 『夏目漱石』小林和子絵 母と子の世界の伝記 集英社 1973
- 『集団を燃やした参謀たちの演出』中経出版 1978
- 『鯨船 長篇小説』叢文社 1980
- 『星の岬』叢文社 1982
- 『野口英世 いじめられっ子だった世界の恩人』井口文秀画 新学社・全家研 少年少女こころの伝記 1988
- 『ファーブル 自然の観察・研究に一生をささげた昆虫学者』小泉保夫画 新学社・全家研 少年少女こころの伝記 1989
- 『良寛』柳原雅子絵 勉誠社 親子で楽しむ歴史と古典 1997
- 『シャクシャイン戦記』新人物往来社 2002
- 『漂泊家族』龍書房　2003
- 『このはずくの旅路 ある開拓僧の生涯』作品社 2005
- 『たそがれの挽歌』正続　菁柿堂 2006‐08